# La maledizione del cuculo
La maledizione del cuculo (El cuco) è un film thriller soprannaturale ispano-tedesco del 2023 diretto da Mar Targarona su sceneggiatura di Alfred Pérez-Fargas e Robert Danès e interpretato da Belén Cuesta, Rainer Reiners, Jorge Suquet e Hildegard Schroedter.
La trama narra di uno scambio di case tra una giovane coppia spagnola (Cuesta e Suquet) in attesa del loro primo figlio e una coppia di anziani tedeschi (Schroedter e Reiners).
La maledizione del cuculo è stato presentato in anteprima al 26º Festival del cinema di Málaga il 17 marzo 2023 ed è uscito nelle sale in Spagna il 15 settembre successivo.

## Trama
Una giovane coppia spagnola, Anna e Marc, decide di scambiare casa con una coppia di anziani tedeschi, Olga e Hans. Mentre Anna (che si trova in avanzato stato di gravidanza) e Marc si godono la bellissima e tecnologica villa in campagna dei tedeschi, questi ultimi, una volta arrivati all'appartamento degli spagnoli, iniziano a comportarsi in maniera strana, rovistando ovunque alla ricerca di oggetti personali dei due giovani e successivamente eseguendo una specie di rituali stregoneschi.
I due giovani fanno conoscenza con la disinibita figlia adottiva di Hans e Olga, Lili. La notte successiva, Marc crede di vedere Hans nello specchio interattivo della loro camera da letto; la mattina dopo si schianta volontariamente con la Maserati GT di Hans e si sloga una gamba, annunciando ad Anna che sarebbe tornato in Spagna il giorno successivo. La mattina dopo, tuttavia, si dimentica misteriosamente delle sue intenzioni ed è di umore sorprendentemente ottimista e allegro. Dopo aver fatto una gita, Marc chiede alla moglie se il bambino sia suo: la donna infatti qualche tempo prima, a causa di una crisi di coppia, aveva avuto una relazione col vicino di casa Lucas, relazione che però aveva chiuso da tempo, confermando che il bambino è di Marc. Anna scopre che è stato Hans a mettere la pulce nell'orecchio a Marc inviandogli un videomessaggio in cui afferma di aver rinvenuto a casa loro l'anello nuziale di Lucas. Una strana donna di mezza età si infila in casa e cerca di aprire i rubinetti della vasca da bagno; la donna, accortasi della gravidanza di Anna, l'avverte di uscire immediatamente di casa altrimenti sarà lei la prossima, ma Anna non la capisce poiché parla in tedesco. Secondo Lili, la donna è fuggita da un ospedale psichiatrico ed è affetta dalla sindrome di Capgras. Quella sera, quando i due vanno al carnevale alemanno, Anna avverte un'improvvisa vertigine e quando torna a casa non ricorda gli eventi accaduti. Con sorpresa scopre che Marc ha sulla schiena un tatuaggio a forma di runa; Marc afferma che tale tatuaggio significa rinascita. Nel frattempo, nell'appartamento spagnolo di Marc e Anna, Hans e Olga trascorrono tutto il loro tempo recitando incantesimi. Nello stesso momento in cui Anna e Marc hanno un rapposto sessuale nella vasca da bagno, Olga uccide ritualmente Hans pugnalandolo alla gola.
Anna riceve un messaggio da Lucas: il comportamento dei loro ospiti tedeschi nell'appartamento temporaneamente scambiato è estremamente insolito. Con stupore ancora maggiore scopre che sulla propria spalla ha lo stesso tatuaggio runico di Marc, il quale sostiene che se lo siano fatto entrambi la notte precedente per simboleggiare il rinnovamento, cosa che Anna non ricorda. Il carattere di Marc è cambiato drasticamente: è diventato molto ordinato e meticoloso e inizia a parlare in tedesco (che non conosceva). Dopo aver visto Olga nello specchio multimediale della camera da letto, Anna lo sfonda ed entra in una stanza segreta che sembra un tempio dell'occulto e vi trova due fotografie che ritraggono Olga e Hans: in una i due sono assieme alla strana donna che l'aveva avvertita di essere la prossima, e nell'altra sono con Lili, che si trova nella stessa identica posizione. Anna tenta di fuggire in taxi all'aeroporto ma viene fermata da Marc e Lili, che poi cercano di annegarla nella vasca da bagno; contemporaneamente, in Spagna, Olga apre i rubinetti del gas, si ammanetta alla vasca da bagno e inizia a recitare un rituale. Dopo aver ripreso conoscenza, Anna cambia completamente atteggiamento e, proprio come Marc, inizia a parlare in tedesco. Olga, che sembra non ricordare alcunché, si libera delle manette e riesce a chiudere il rubinetto del gas. Guardandosi allo specchio, non si riconosce: nel corpo dell'anziana, infatti, è confluita la coscienza di Anna, mentre nei giovani corpi in Germania si trovano le coscienze dei due anziani. Marc, che si era ritrovato improvvisamente nel corpo di Hans, è stato ucciso da Olga.
Avendo saputo dal portiere che Olga/Anna non è morta, Marc/Hans e Anna/Olga tornano dalla Germania. La donna, nascostasi in casa di Lucas, che si era precedentemente suicidato (probabilmente indotto dalla strega), riesce a mantenere lucidità nonostante la pazzesca situazione ed elabora un piano. Recatasi in ospedale, essendo un'ostetrica, si impossessa di alcune fiale di anestetico e ossitocina. Successivamente riesce a intrappolare Marc/Hans in cantina e poi inietta ad Anna/Olga l'anestetico, inducendole subito dopo un parto accelerato con l'ossitocina, ignorando l'offerta della strega di restituirle il suo corpo in cambio del sangue del bambino, e facendo nascere il neonato con la massima cura. In una successiva colluttazione riesce a uccidere i due stregoni un attimo prima dell'arrivo della polizia e fugge col bambino in fasce.

## Produzione
La sceneggiatura è stata scritta da Alfred Pérez-Fargas e Robert Danès.
Il film è una coproduzione internazionale ispano-tedesca di Rodar y Rodar Cine, El Pájaro Cuco AIE e Barry Films, con la partecipazione di RTVE, Orange España e Crea SGR, con finanziamenti di ICAA (Instituto de la Cinematografía y de las Artes Audiovisuales) e ICEC (Institut Català de les Empreses Culturals).

## Distribuzione
La maledizione del cuculo è stato presentato in anteprima nella sezione "Málaga Premiere" del 26º Festival del cinema di Málaga il 17 marzo 2023. È stato inoltre inserito nel Concorso Internazionale del 22º Festival Internazionale del Cinema Fantastico di Neuchâtel.
Distribuito da Filmax, il film è uscito nelle sale spagnole il 15 settembre 2023.
In Italia non ha avuto una distribuzione in sala, ma è stato trasmesso in prima visione assoluta su Rai 4 e RaiPlay il 3 aprile 2024.

## Accoglienza

### Incassi
Il film ha incassato 19 400 dollari all'esordio nelle sale spagnole; complessivamente ha incassato 36 588 $ in Spagna e 105 427 $ globalmente.

### Critica

#### Critica spagnola
Víctor A. Gómez de La Opinión de Málaga ha scritto che Targarona offre «uno spettacolo senza direzione e senza senso se non quello del disastro assoluto».
Toni Vall di Cinemanía ha valutato il film con 2 stelle su 5, scrivendo di uno dei cast più disuguali che si possano immaginare, con Cuesta a un'enorme distanza dagli altri interpreti.
María Bescós di HobbyConsolas ha valutato il film con 56 punti (cioè "così così"), citando positivamente la sua capacità di «generare intrighi e tensione» e citando negativamente il suo cambiamento di tono man mano che il film si avvicina al suo epilogo.
Juan Pando di Fotogramas ha considerato il film «un thriller soprannaturale visivamente elegante con suspense che evita spaventi gratuiti».